# Ryo Ishii
Ryo Ishii (født 24. juni 1993) er en japansk fodboldspiller, som spiller for den japanske fodboldklub FC Ryukyu.